# Argentinische Militärdiktatur (1976–1983)

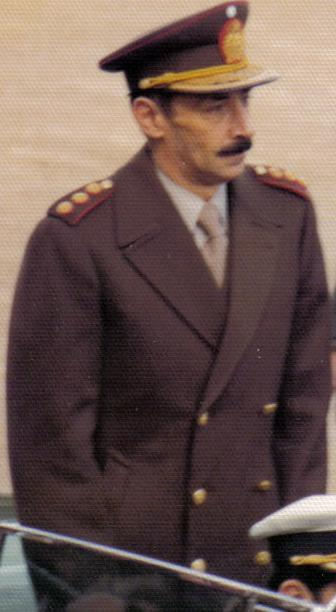
Der erste Junta-Chef General Jorge Rafael Videla sagte zu Beginn der Diktatur: „Es müssen so viele Menschen wie nötig in Argentinien sterben, damit das Land wieder sicher ist.“

Während der argentinischen Militärdiktatur von 1976 bis 1983 wurde Argentinien von einer Militärjunta regiert, die aus den drei Oberbefehlshabern von Heer, Luftwaffe und Marine bestand. Das Juntamitglied General Jorge Rafael Videla wurde zunächst für fünf Jahre zum Präsidenten bestimmt, die personelle Zusammensetzung der Junta wechselte später mehrfach. Vor und im ersten Jahr der Herrschaft des rechtsgerichteten, autoritären und nationalistischen Militärregimes gab es bürgerkriegsähnliche Zustände mit Staatsterror und Gegenterror von Seiten der linken Guerillaorganisationen Montoneros und ERP. Eine tiefe Wirtschaftskrise und der verlorene Falklandkrieg kosteten die Militärs endgültig den gesellschaftlichen Rückhalt und leitete die Phase der Rückkehr zur Demokratie ein. Erster demokratisch gewählter Präsident wurde danach Raúl Alfonsín, der eine gründliche Aufarbeitung der Verbrechen während der Diktatur begann. Dabei wurden mehrere Junta-Mitglieder wegen ihrer Verantwortung für das systematisch und geheim durchgeführte gewaltsame „Verschwindenlassen“, die Folter und Ermordung von Oppositionellen zu lebenslangen Freiheitsstrafen verurteilt. Die gerichtliche Aufarbeitung wurde jedoch auf massiven Druck des Militärs nach wenigen Jahren weitgehend eingestellt und erst ab etwa 2003 unter Präsident Néstor Kirchner wieder aufgenommen.
Die Zahl der Todesopfer der Militärdiktatur wird oft mit 30.000 angegeben, ist jedoch umstritten. Einige der damaligen Machthaber sind erst nach drei Jahrzehnten zu lebenslangen Freiheitsstrafen verurteilt worden, so etwa der erste Juntachef Videla im Juli 2012. Auch viele ehemalige Offiziere niederer Ränge verbüßen mittlerweile lebenslange Haftstrafen wegen der Verbrechen während des selbsterklärten „schmutzigen Krieges“ der Diktatur gegen Menschen, die als politische Gegner verdächtigt wurden (Desaparecidos). Das Militär selbst bezeichnete die Zeit seiner Herrschaft mit dem euphemistischen Begriff „Prozess der Nationalen Reorganisation“ (spanisch Proceso de Reorganización Nacional, oft mit Proceso abgekürzt). Dieser Name wurde von der Militärregierung gewählt, um den „vorübergehenden Charakter“ dieses „Prozesses“ anzudeuten. Die Nation, die sich zu dieser Zeit in einer tiefen gesellschaftlichen Krise befand, sollte nach konservativen Idealen „neu organisiert“ und dann nach dem Plan der Militärs in die Demokratie „entlassen“ werden. Wegen der zehntausendfachen Menschenrechtsverletzungen der Militärs wird dieser Name weithin als verharmlosend und beschönigend bewertet und daher zur Distanzierung meist in Anführungszeichen gesetzt.

## Vorgeschichte
Argentinien war Ende der 1960er-Jahre in eine gesellschaftliche und politische Krise geraten. Unter der Militärdiktatur von Juan Carlos Onganía (1966–1970) und Roberto Levingston (1970–1971) kam es zur Spaltung zwischen Staatsmacht und Arbeiterbewegung. Letztere sympathisierte teils mit gewaltbereiten Organisationen wie den Montoneros, teils mit dem im Exil befindlichen Juan Perón und teils mit dem Sozialismus. Es kam zu gewaltsamen Unruhen und Volksaufständen, der heftigste war der so genannte Cordobazo (1969) mit 14–34 Toten, 200–400 Verletzten und 2000 Verhaftungen.
Als letzter Ausweg erschien dem Regime die Demokratisierung. Juan Perón kam nach mehreren Kurzzeitpräsidenten 1973 wieder an die Macht, was zu einer vorübergehenden Stabilisierung führte. Nach seinem Tod im Juli 1974 wurde seine Frau Isabel Perón („Isabelita“) Präsidentin. Unter ihrer Regierung bekam das Land zunehmende wirtschaftliche Probleme. Auf Phasen hoher Inflation folgten wirtschaftliche Notprogramme mehrerer Wirtschaftsminister, die jedoch die Situation nicht entschärfen konnten, auch das Wirtschaftswachstum war 1975 und 1976 negativ. Zudem entzündete sich abermals der Konflikt zwischen dem Staat und den linken Guerilla-Organisationen, die sich dem konsequenten Rechtskurs der Regierung entgegenstellten. Seit ihrer Gründung Ende 1973 wurde durch die regierungsnahe, inoffizielle Todesschwadron Alianza Anticomunista Argentina (AAA oder Triple A) und andere paramilitärische Organisationen Staatsterror gegen linke Oppositionelle und interne Kritiker der regierenden peronistischen Partei (Partido Justicialista) ausgeübt. Argentinien wurde somit von terroristischen Aktivitäten sowohl linksextremer als auch rechtsextremer Gruppen erschüttert – die links-peronistischen Montoneros und die marxistische ERP auf der einen, die rechtsextreme Triple A auf der anderen Seite. Mehrere Korruptionsskandale verschlechterten das Image der Regierung von Isabel Perón noch zusätzlich, was letztendlich den gewaltsamen Machtwechsel von 1976 begünstigte.

## Verlauf der Diktatur

### Der „Schmutzige Krieg“ gegen die Guerilla (1976–1978)
Beim Militärputsch am 24. März 1976 wurde Isabel Perón ihres Amtes enthoben und durch eine Militärjunta ersetzt, die von Jorge Videla, dem Oberkommandierenden der argentinischen Streitkräfte, angeführt wurde. Der Putsch selbst war leicht vorauszusehen gewesen, da die Militärführung in den Tagen zuvor mehrmals mit der Regierung über einen freiwilligen Rücktritt der Präsidentin verhandelt hatte, was einem Ultimatum gleichkam. Die Machtübernahme dauerte nur wenige Stunden, es gab keinen Widerstand von Seiten der Regierung. Das Regime löste noch am selben Tag den Kongress auf, enthob die oberste Gerichtsbarkeit des Landes ihres Amtes und suspendierte die Tätigkeit aller politischen Parteien für unbestimmte Zeit.
Am Anfang konnte das Regime einen relativ großen Zuspruch in der Bevölkerung erhalten, da diese von der Regierung Isabel Perón enttäuscht war und es zunächst zu einer kurzzeitigen Stabilisierung der wirtschaftlichen Situation kam. In ihrer Regierungserklärung hatte die Junta erklärt, ihre Politik an der Basis christlich-konservativer Werte auszurichten, aber gegen die Guerillaorganisationen und sonstige Akte der so genannten Subversion vorzugehen. Bereits kurz nach der Machtübernahme hatte General Luciano Benjamín Menéndez großangelegte Säuberungsaktionen angekündigt und dabei auch den Tod von (selbst nach Maßstäben der Junta) Unschuldigen in Kauf genommen:

„Wir werden 50.000 Menschen töten müssen. 25.000 Subversive, 20.000 Sympathisanten und wir werden 5.000 Fehler machen.“

#### Geheimgefängnisse und Todesflüge

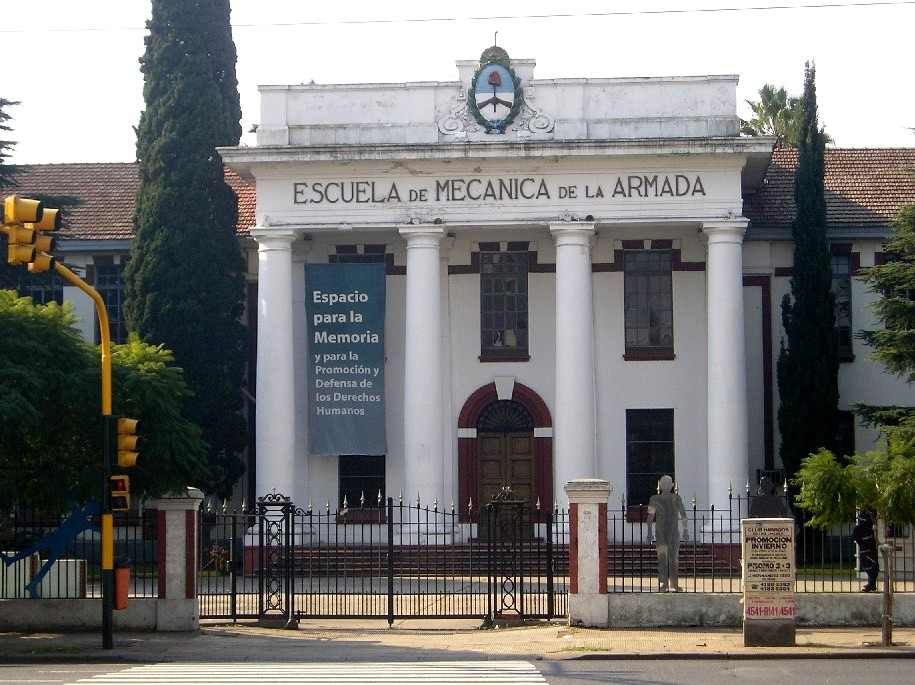
Das Hauptportal der Militärakademie ESMA in Buenos Aires, in der – während der reguläre Ausbildungsbetrieb weiterlief – etwa 5.000 Menschen gefoltert und ermordet wurden. Sie ist heute eine Gedenkstätte.

Schon nach wenigen Wochen wurde klar, dass die neue Regierung das Ziel der Subversionsbekämpfung mit aller Härte verfolgen würde. Es wurden geheime Haftanstalten eingerichtet, die später mit den Konzentrationslagern der Nationalsozialisten verglichen wurden. In den etwa 340 landesweit verteilten Einrichtungen wurden oft mehr oder weniger willkürlich ausgewählte „Verdächtige“ ohne Prozess monate- oder jahrelang festgehalten. Fast alle Festgehaltenen wurden systematisch gefoltert und später umgebracht, nur ein Bruchteil wieder freigelassen. Schwangere Frauen wurden zum Teil getötet, nachdem sie geboren hatten. Ihre Kinder gab man zur Adoption an Familien von Offizieren, teilweise gegen Geld. Das größte dieser Geheimgefängnisse war die Technikschule der Marine (ESMA) in Buenos Aires, wo während der Diktatur etwa 5000 Menschen gefoltert und ermordet wurden. Unter anderem ließen die Militärs Regierungsgegner betäuben und gefesselt von Flugzeugen aus lebend in den Río de la Plata werfen (siehe Todesflug). Die Regierung kooperierte gleichzeitig mit zahlreichen kriminellen Todesschwadronen, etwa der Alianza Anticomunista Argentina, die geduldet oder auch unterstützt wurden. Diese terrorisierten anlasslos insbesondere Einwanderer aus den Nachbarländern, Juden, Muslime und Studenten.
Auch zahlreiche Ausländer, die sich zu jener Zeit im Land aufhielten, wurden festgenommen. Manche kamen nach Intervention der jeweiligen Botschaften und Konsulate frei. Vor allem Frankreich und das Vereinigte Königreich bemühten sich erfolgreich, ihre Staatsbürger durch diplomatische Aktivitäten zu befreien.

#### Kindsraub und Zwangsadoptionen
Es war gängige Praxis, in den Geheimgefängnissen geborene Kinder von verschleppten und kurz nach der Geburt umgebrachten Frauen an meist kinderlose Offiziers- oder Unternehmerfamilien zu geben, teilweise gegen Bezahlung. Nach dem Ende der Diktatur 1983 versuchten viele Großeltern und verbliebene Elternteile, diese Kinder wiederzufinden. Die Organisation Großmütter der Plaza de Mayo schätzt, dass es in Argentinien insgesamt etwa 500 von den Schergen der Diktatur geraubte und dann im Geheimen zur Adoption freigegebene Kinder gibt. In mindestens 128 Fällen wurden bis zum Jahr 2018 während der Militärdiktatur verschwundene Kinder an Elternteile oder rechtmäßige Familien zurückgegeben. Die Bemühungen dauern an. Die Konfrontation mit ihrer wahren Herkunft ist für die mittlerweile erwachsenen Kinder meist ein sehr schmerzhafter Prozess – auch deswegen, weil ihre vermeintlichen Väter als Offiziere nicht selten an der Folterung und Ermordung ihrer tatsächlichen, leiblichen Eltern beteiligt waren. Einige der Kinder, die ihre wahre Herkunft erfahren haben, gründeten 1999 die Organisation HIJOS, die sich für eine harte Strafverfolgung der damaligen Täter einsetzt.

#### Zustimmung der USA

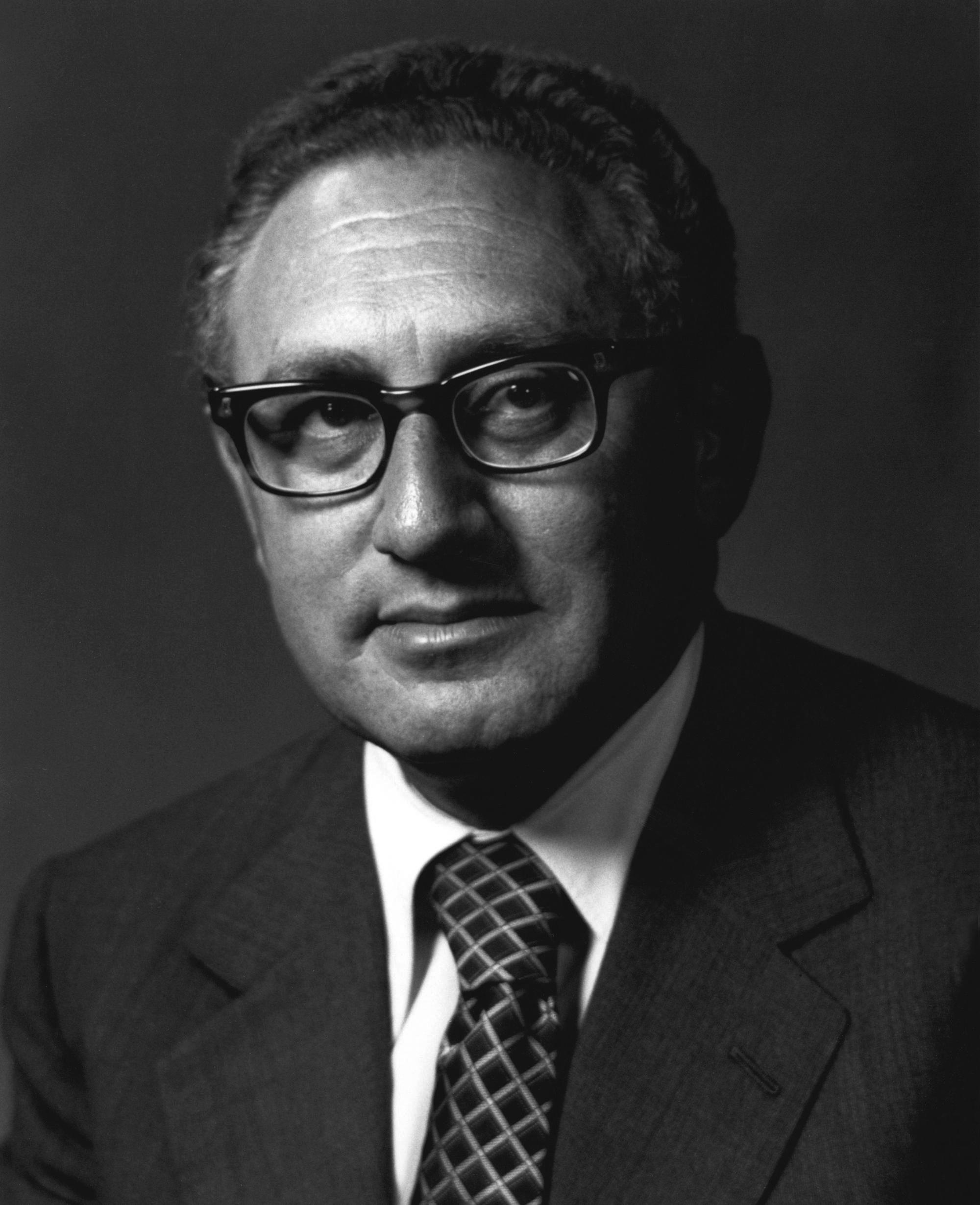
US-Außenminister Henry Kissinger sagte Vertretern der Militärdiktatur 1976, dass er hoffe, dass sie ihr „Terrorismusproblem so schnell wie möglich unter Kontrolle bringen“ würden. Der argentinische Außenminister Guzzetti, der mit scharfer Kritik an den Menschenrechtsverletzungen seiner Regierung gerechnet hatte, war danach in „euphorischer Stimmung“. In den nächsten sieben Jahren ermordeten die Militärs bis zu 30.000 Menschen.

Die Militärjunta nahm dabei an, dass sie für dieses Vorgehen die Billigung der USA habe. Dies beruhte unter anderem auf einem Treffen des argentinischen Außenministers Admiral Guzzetti mit US-Außenminister Henry Kissinger im Juni 1976, wobei dieser wider Erwarten zustimmende Signale zu einem harten Vorgehen zur Lösung des „Terrorismus-Problems“ gegeben hatte. Dies wurde offensichtlich als Freibrief für Terror gegen sämtliche Oppositionelle verstanden. Robert Hill, der damalige Botschafter der USA in Argentinien, beschwerte sich in Washington über die „euphorische Reaktion“ des Argentiniers nach dem Treffen mit Kissinger. Außenminister Guzzetti hatte danach den anderen argentinischen Regierungsmitgliedern berichtet, nach seinem Eindruck würde es den USA nicht um Menschenrechte gehen, sondern darum, dass die ganze Sache „schnell gelöst“ würde. Die Militärjunta lehnte in der Folge Eingaben der US-Botschaft bezüglich der Einhaltung der Menschenrechte ab und verwies zur Begründung auf Kissingers „Verständnis“ für die Situation. Hill schrieb nach einem weiteren Treffen der beiden:

„Guzzetti wandte sich an die USA in der vollen Erwartung, starke, deutliche und direkte Warnungen zur Menschenrechtspraxis seiner Regierung zu hören; stattdessen kam er in einem jubilierenden Zustand [engl. ‚state of jubilation‘] nach Hause, überzeugt von der Tatsache, dass es mit der US-Regierung kein echtes Problem in dieser Sache gäbe.“

#### Vorwürfe gegen die deutsche Regierung
Für eine detaillierte Analyse der Hintergründe und Motivation der deutschen Behörden, siehe Elisabeth Käsemann#Kontroversen um die Rolle der deutschen Behörden im „Fall Käsemann“

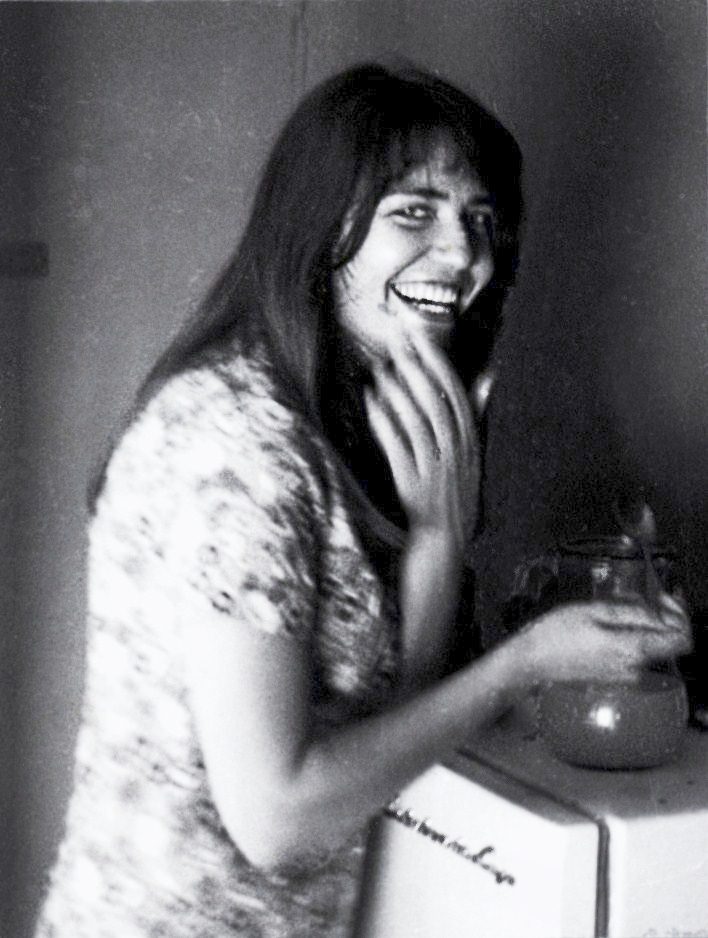
Die deutsche Sozialrevolutionärin Elisabeth Käsemann wurde 1977 von argentinischen Soldaten entführt, gefoltert und ermordet. Die Familie warf deutschen Behörden vor, sich zu wenig für ihre Freilassung eingesetzt zu haben.

Der deutschen Regierung unter Bundeskanzler Helmut Schmidt und dem dafür zuständigen Außenminister Hans-Dietrich Genscher wurde mehrfach vorgeworfen, dass sie mehr Wert auf gute wirtschaftliche Beziehungen zu Argentinien gelegt und sich nicht darum gekümmert hätte, dass die insgesamt etwa 100 entführten Deutschen und Deutschstämmigen (z. B. Elisabeth Käsemann und Klaus Zieschank) überlebten. Angehörige von deutschen „Verschwundenen“ erhoben vor allem schwere Vorwürfe gegen die deutsche Botschaft in Buenos Aires unter Botschafter Jörg Kastl und das Auswärtige Amt. Es gibt – eingehend dokumentiert im Fall Käsemann – zahlreiche Hinweise, dass die deutschen Behörden trotz eindringlicher Appelle der Familien zu wenig unternahmen, um bei den argentinischen Behörden zugunsten der willkürlich Verhafteten zu intervenieren. Im Fall Käsemann gilt dies als besonders tragisch, da sie zum Zeitpunkt der Bitten der Familie an die Behörden zwar schwer gefoltert wurde, aber noch lebte. Nachdem bekannt wurde, dass sie durch vier Schüsse in den Rücken bei einem angeblichen Gefecht mit Rebellen getötet worden war, eine bald widerlegte Schutzbehauptung der Argentinier, meinte ein Familienmitglied: „Ein verkaufter Mercedes wiegt zweifellos mehr als ein Leben.“ Bis heute setzt sich die deutsche Organisation Koalition gegen Straflosigkeit teilweise erfolgreich für die Strafverfolgung der an Verbrechen an Deutschen beteiligten Täter ein.
Dem Personal der Deutschen Botschaft in Buenos Aires wird von Angehörigen der Verschwundenen vorgeworfen, dass gute Wirtschaftsbeziehungen zu Argentinien vorrangig gewesen seien, die akute Gefahrensituation von Folter und Mord durch die Militärs hingegen vernachlässigt worden sei. Von Seiten der Botschaft seien die verzweifelten Familienangehörigen von „verschwundenen“ Menschen an angeblich „gut informierte“ Militärs wie den oft in der Botschaft anzutreffenden „Major Peirano“ verwiesen worden (nach der Diktatur stellte sich der Name als falsch heraus) – dieser war allerdings ein Angehöriger der selbst massiv und zentral in die Menschenrechtsverletzungen der Diktatur verwickelten Geheimdiensteinheit Batallón de Inteligencia 601.

#### Grenzüberschreitender Terror gegen Oppositionelle: Operation Condor
International kooperierte die Regierung mit den rechtsgerichteten Diktaturen in den Nachbarländern im Rahmen der Operation Condor, bei der grenzübergreifend nach bestimmten Angehörigen linker Parteien gefahndet wurde. Die meisten Opfer wurden offiziell als verschwunden gemeldet, daher wurde der Begriff Desaparecidos, Verschwundene, später zu einem Synonym für Opfer von lateinamerikanischen Militärdiktaturen. Die Epoche wurde später als „schmutziger Krieg“ (guerra sucia) bekannt.

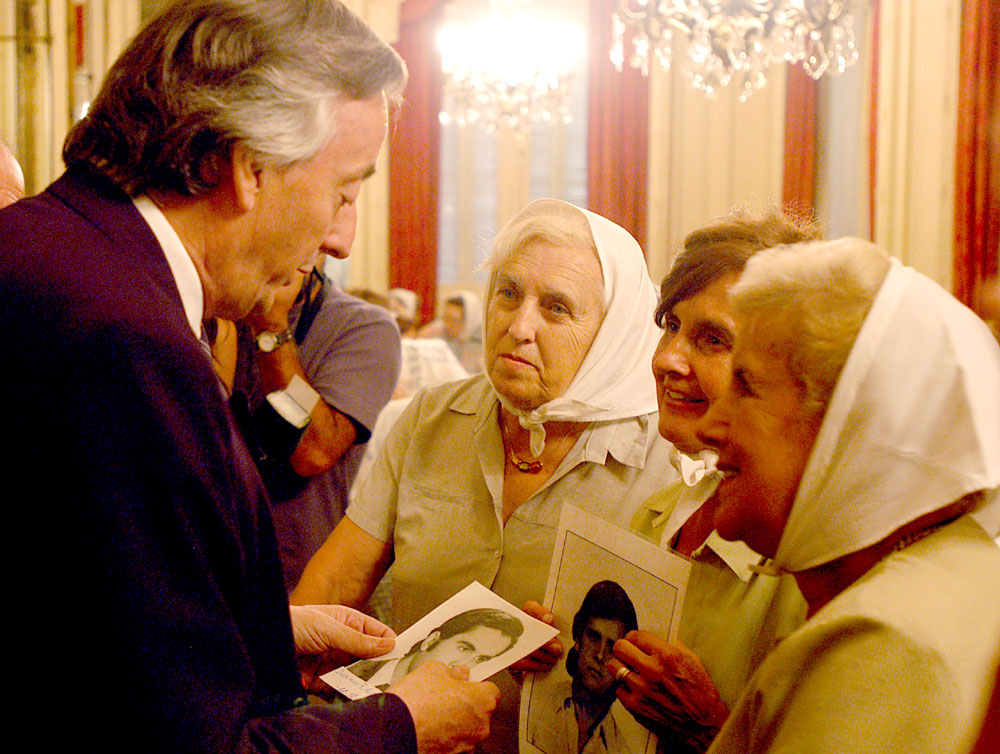
Einige Madres, Mütter von Verschwundenen (Desaparecidos), bei Präsident Nestor Kirchner

Der Widerstand gegen den Terror war wegen der allgemein für Oppositionelle sehr gefährlichen Situation versteckt und zögerlich – man riskierte bei Entdeckung sein Leben. Die bedeutendste Protestbewegung waren die Madres de Plaza de Mayo, eine zunächst lockere Organisation von Müttern von „Verschwundenen“, die sich jeden Donnerstag ab 1977 auf dem Platz vor dem Regierungsgebäude in Buenos Aires trafen und dort, mit weißen Kopftüchern gekennzeichnet, stillschweigend Runden um den Platz drehten. Diese gewaltlose Protestform wurde von den Militärs aus Angst vor einer Radikalisierung der Opposition geduldet.
Auch in der Kultur- und Gesellschaftspolitik wurde der Kurs der Regierung schon nach kurzer Zeit härter. In einigen Städten wurden symbolische Bücherverbrennungen von marxistischer Literatur veranstaltet. Die Presse wurde nach wenigen Wochen der Pressefreiheit einer strikten Zensur unterworfen, dabei wurden einige Journalisten verhaftet. Dies führte dazu, dass viele namhafte Künstler und Autoren das Land verließen und ins Exil gingen und der Kulturbetrieb sich fortan auf eine wenig niveauvolle, streng bewachte und um die „Ruhigstellung“ der Bevölkerung bemühte Szene beschränkte.

#### Regionale Unterschiede
Der Grad des Terrors war allerdings regional unterschiedlich, denn innerhalb der Militärregierung gab es einen Richtungsstreit zwischen den duros (Harten) und blandos (Weichen), die auch als „Falken“ (halcones) und „Tauben“ (palomas) bezeichnet wurden. Während die „duros“ durchaus als rechtsextremistisch bezeichnet werden können und die Gesellschaft gewaltsam zu extrem konservativen Idealen „bekehren“ wollten, war es den „blandos“, denen ursprünglich auch der Präsident Videla angehörte, nur an einer schnellen Bekämpfung des Terrors der Guerilla gelegen, sie favorisierten eine schnelle Redemokratisierung nach Abschluss des „Prozesses“. Da mehrere hochrangige Militärs, unter ihnen der Gouverneur der Provinz Buenos Aires, Ibérico Saint-Jean, den „duros“ angehörten, sah sich Videla gezwungen, ihnen Zugeständnisse zu machen und die staatsterroristischen Methoden sowie die kulturpolitischen Exzesse zu dulden. Besonders stark vom harten Kurs der „duros“ geprägt war die Politik in den Provinzen Buenos Aires (außerhalb des Stadtgebiets) und Córdoba, während die Stadt Buenos Aires selbst von einem eher liberalen Bürgermeister regiert wurde, der sogar begrenzte kritische kulturelle Aktivitäten, u. a. in der Universität der Stadt, ermöglichte.
Als einer der stärksten Hardliner galt das Junta-Mitglied Admiral Emilio Massera. Er war Oberkommandierender der Marine und in dieser Eigenschaft auch verantwortlich für die berüchtigte Marineschule Escuela de Mecánica de la Armada (ESMA), einem der Zentren rechtswidriger Inhaftierung. Rund 5.000 Personen wurden dort gefoltert und ermordet, darunter auch viele Ausländer. Im Jahr 1977 erklärte Massera seine Weltsicht in einem Interview:

„Die aktuelle Krise der Menschheit ist drei Männern geschuldet: Zum Ende des 19. Jahrhunderts veröffentlichte Marx die drei Bände seines Kapitals und säte mit ihnen Zweifel an der Unverletzlichkeit des Eigentums; Anfang des 20. Jahrhunderts wurde die geheiligte Intimsphäre des Menschen angegriffen durch Freud mit seinem Buch die Traumdeutung, und schließlich hat Einstein 1905 mit seiner Relativitätstheorie die statische Vorstellung von der Materie und ihrem Untergang untergraben.“

Alle drei seien Juden gewesen, deren destruktives Wirken die Welt ins gegenwärtige Chaos gestürzt hätte.

#### Zerschlagung der Guerilla und Fußball-WM 1978
Der harte Kurs des Regimes hatte 1977 erste militärische „Erfolge“ vorzuweisen: Die Guerillaorganisationen wurden weitgehend aufgerieben, ihr Einfluss in der Bevölkerung sank. 1978 verkündete Videla, der „Krieg“ gegen den Terror sei beendet. Trotzdem wurden bei weiteren staatsterroristischen Aktionen Elendsviertel gewaltsam aufgelöst, ihre Bewohner zum Teil gefoltert und ermordet, um der Welt für die Fußball-Weltmeisterschaft 1978 ein „sauberes Argentinien“ zu präsentieren. Diese Weltmeisterschaft, bei der das Land den Titel errang, sorgte für einen kurzzeitigen Popularitätsaufschwung für das Militärregime, der jedoch wegen diverser Probleme schnell wieder verflog.
In der Wirtschaftspolitik wurde vom neuen Wirtschaftsminister José Alfredo Martínez de Hoz ein auf wirtschaftsliberalen Gedanken basierendes Sanierungsprogramm aufgezogen. Das Programm war vor allem auf die Bekämpfung der Inflation und auf die Wiederherstellung des Vertrauens für Investoren aus dem Ausland abgerichtet und beinhaltete als Maßnahmen eine restriktive Haushaltspolitik, Zollsenkungen, die Einfrierung der Reallöhne und Zinserhöhungen. Obwohl es 1977 zu einer kurzzeitigen Stabilisierung der wirtschaftlichen Situation kam, konnte die Inflation von etwa 700 % (1976) über 347,5 % (1977) nur auf 160,4 % (1978) gesenkt werden. Diese weiterhin hohe Verteuerungsrate verbunden mit den stagnierenden Löhnen führte dazu, dass der Lebensstandard der Lohnempfänger sich zwischen 1976 und 1978 laut Schätzungen bereits um die Hälfte verringerte. Selbst innerhalb der oberen Kaste des Regimes regte sich bald Kritik an dieser Wirtschaftspolitik, da viele Militärs der „blandos“ fürchteten, die Gesellschaft könnte sich durch den sozialen Abstieg radikalisieren. Berühmt ist in diesem Kontext ein Zitat des Gouverneurs der Provinz Tucumán, des Generals Bussi, der an die Adresse des Wirtschaftsministers verlauten ließ: „Wenn ich hier zehn Guerilleros liquidiere, schicken Sie mir mit ihrer Wirtschaftspolitik zwanzig neue“. Daraufhin wurde das Modell an einigen Punkten nachgebessert (siehe unten), ohne allerdings seine grundlegenden Probleme zu beseitigen.
Im Bezug auf den von der Regierung angekündigten Dialog mit den führenden Persönlichkeiten des Landes wurden keine nennenswerten Fortschritte erzielt. Es wurden zwar Gespräche mit Politikern und Gewerkschaftsführern geführt, die jedoch keine konkreten Ergebnisse erzielen konnten.

### „Plata Dulce“ und Schuldenkrise (1978–1981)
Die wirtschaftsliberale Politik führte nach 1978 nicht wie erwartet zu einer Verbesserung der Situation, sondern zu einer weiteren Verschlechterung. Die Zollsenkungen verschärften die Konkurrenz für die argentinische Industrie durch ausländische Produkte, besonders aus den sogenannten Billiglohnländern. Dies führte dazu, dass der sekundäre Sektor in eine tiefe Krise fiel und zahlreiche Betriebe schließen mussten. Die Industrieproduktion sank zwischen 1976 und 1983 um etwas mehr als 20 %. Zudem wurde durch das Ungleichgewicht zwischen Exporten und Importen das Handelsbilanzdefizit immer größer.
Um zunehmend aufkommender Kritik in nichtkommerziellen Medien entgegenzuwirken, wurde 1980 das Gesetz der Presse und Rundfunkübertragung verändert. Darin wurde unter anderem verboten, Radio- und Fernsehwellen an gemeinnützige Organisationen auszuhändigen.
Auch die Inflation konnte von der Militärregierung nicht wirksam bekämpft werden, sondern stieg wieder leicht an, der Peso musste mehrmals abgewertet werden. Um trotz dieser Situation ausländisches Kapital anzulocken, wurde die tablita eingeführt, ein festgelegter Abwertungsrhythmus in kleinen Schritten. Das Ziel war, dass Investoren so die Verluste durch Inflation und Abwertung besser kalkulieren konnten. Jedoch begannen bald in- und ausländische Spekulanten, diesen Mechanismus auszunutzen und durch Hin- und Herwechseln des Geldes zwischen Peso und US-Dollar große Gewinne zu machen. Diese Spekulationswelle wurde von den Medien mit dem Begriff Plata Dulce (süßes Geld) bedacht. Sie führte zu einem drastischen Ansteigen der Auslandsverschuldung Argentiniens Ende der 1970er- und Anfang der 1980er-Jahre, da die Spekulanten ihre Gewinne vor allem in einer massiven Kapitalfluchtwelle im Jahr 1981 bei ausländischen Banken anlegten. Zwischen 1976 und 1983 stieg die Auslandsverschuldung insgesamt von 7 auf 50 Milliarden US-Dollar, gleichzeitig stiegen die Guthaben argentinischer Staatsbürger im Ausland auf über 30 Mrd. US-Dollar an.
In derselben Zeit verschärften sich zugleich die Differenzen innerhalb des Militärs selbst. 1981 kam es zu zwei Regierungswechseln. Der liberale Nachfolger von Videla und Anführer der „blandos“, Roberto Viola, sorgte für eine kurze Zeit relativer Meinungsfreiheit, wurde aber noch im selben Jahr nach internen Streitigkeiten durch den rechtskonservativen Leopoldo Galtieri ersetzt.

### Falklandkrieg und Niedergang des Regimes (1981–1983)
Nach der Machtübernahme Galtieris verschlechterte sich die wirtschaftliche Situation des Landes weiter. Es kam zu ersten größeren Protesten gegen die Militärregierung. In diesem Szenario entstanden die Pläne für die Invasion der seit 1833 von Großbritannien verwalteten, aber schon immer von Argentinien beanspruchten Falklandinseln (Islas Malvinas) im Südatlantik nahe der Küste Feuerlands, ein Unternehmen, das als Befreiungsschlag geplant war. Die Strategen erhofften sich, Großbritannien würde die nur von etwa 2000 Menschen bewohnten Inseln nach einer Eroberung durch Argentinien kampflos aufgeben.
Der Falklandkrieg brachte in seinen ersten Tagen, die für Argentinien erfolgreich verliefen, in der Tat einen Popularitätsgewinn für die Militärregierung. Da jedoch letztendlich Großbritannien die Inseln zurückerobern konnte, war die Situation für das Regime nach dem Krieg schlechter als zuvor. Der militärischen Niederlage folgte unmittelbar der Rücktritt von Galtieri, ersetzt wurde er durch Reynaldo Bignone.
Bignone erkannte schnell die Aussichtslosigkeit, den „Prozess“ weiterhin fortzuführen. Die wirtschaftlichen Probleme hatten sich 1982 noch verschärft, und die Regierung hatte durch ihr Scheitern beim Falklandkrieg praktisch alle ihr noch bleibenden Unterstützer verloren. Obwohl andere hochrangige Militärs ihn zum Verzögern des Demokratisierungsprozesses bewegen wollten, kündigte er schon in seiner ersten Rede das Ziel von freien Wahlen, ursprünglich für 1984, an. Nachdem die Suspendierung der Aktivitäten der politischen Parteien aufgehoben wurde, folgte eine Fülle von organisierten Massenveranstaltungen, die für die Demokratisierung und gegen die Militärregierung im Allgemeinen demonstrierten. Wegen der anhaltend schlechten wirtschaftlichen und gesellschaftlichen Situation wurden die Wahlen auf 1983 vorverlegt.
In ihren letzten Tagen versuchte die Regierung hauptsächlich, die Verantwortung für die Menschenrechtsverletzungen von sich zu schieben. Im sogenannten „Befriedungsgesetz“ oder „Selbstamnestiegesetz“ wurde deklariert, alle gerichtlichen und polizeilichen Entscheidungen aus der Zeit zwischen 1973 und 1982 zu annullieren. Das Gesetz wurde jedoch bereits in einer der ersten Sitzungen des demokratisch neugewählten Parlaments annulliert. Die Demokratisierung glich insgesamt eher einem kompletten Rückzug aus der Verantwortung von Seiten des Regimes als einem kontrollierten Prozess, wie er von den Machthabern ursprünglich angestrebt war. Es gab keinen Pakt zwischen den Militärs und den zivilen Parteien, die danach weitgehend übergangslos die Macht im Staat übernahmen.

## Ermittlung und Diskussion zu den Opferzahlen
Angesichts dessen, dass die Praxis des Verschwindenlassens, darauf abzielt, keine Nachvollziehbarkeit zu ermöglichen, kann die genaue Zahl der Todesopfer während der Militärdiktatur nicht berechnet werden. Der Bericht „Nunca Más“ der argentinischen Kommission CONADEP von 1984 gilt mit 50.000 Seiten als der ausführlichste zur Aufarbeitung der Opferzahlen und der Hintergründe des Verschwindens. Der Bericht weist das Verschwinden von 8961 Personen nach und verweist auf eine Dunkelziffer. Die Regierung Alfonsín arbeitete für die Verfahren gegen die Juntas mit den rund 9000 Fällen, und es wurde für die Gerichtsverfahren und auch um einen Schlussstrich ziehen zu können als nicht erforderlich gesehen, tiefer zu recherchieren. Menschenrechtsorganisationen widersprachen von Anfang an der Zahl und gaben Schätzungen von bis zu 30.000 Verschwundenen an. Die Jewish Telegraphic Agency spricht von 30.000 „Verschwundenen“ oder Verhafteten, die ins Gefängnis kamen, gefoltert oder ermordet wurden, darunter „mindestens“ 1900 jüdische Opfer, womit ihr Anteil an den Opfern deutlich höher ist als ihr Bevölkerungsanteil (von ca. 0,5 %). Internationale Organisationen verwenden zumeist Zahlen, die von argentinischen Organisationen (entweder der CONADEP oder von Menschenrechtsorganisationen) publiziert wurden.
Die CONADEP arbeitete unter Zeitdruck und konnte nur die Hälfte des zu dem Zeitpunkt vorliegenden Materials sichten. Auch wenn es zum Teil Aufzeichnungen der Sicherheitsorgane der Militärdiktatur (Polizei und Militär) über Festnahmen und geheime Gefängnisse gab, wurden vor dem Rücktritt der Militärregierung diese Aufzeichnungen zum großen Teil vernichtet. Zudem verweigerten die Organe in vielen konkreten Anfragen die Zusammenarbeit mit der CONADEP.
Laut Recherchen der Georgetown University teilte der argentinische Geheimdienst gegenüber dem chilenischen im Jahr 1978 (zwei Jahre nach Etablierung der Militärdiktatur und fünf Jahre vor ihrem Ende) eine Zahl von rund 22.000 Verschwundenen mit. Im selben Jahr notierte der US-Botschaftsvertreter für Menschenrechtsfragen in Buenos Aires, Tex Harris, dass Menschenrechtsorganisationen der Botschaft Listen mit 9.000 Verschwundenen vorgelegt hätten, während die Militärs zu jener Zeit von 4.780 Personen sprachen. Gegenüber dem katholischen Nuntius habe die Militärdiktatur eine Zahl von 15.000 Personen eingeräumt, um die man sich „gekümmert habe“. Im Jahr 1979 ging Amnesty International von 15.000 Verschwundenen aus. Bis 2011 waren rund 13.000 Verschwundene namentlich dokumentiert.
Aus dem Militär zugewandten Kreisen und Kreisen, die die Arbeit oder die Organisationsstrukturen der Menschenrechtsorganisationen kritisieren, wird die Zahl von 30.000 häufig als zu hoch angesehen. Unter anderem erklärte der ehemalige Montoneros-Kämpfer Luis Labraña im Jahr 2017, er habe die konkrete Zahl von 30.000 Diktaturopfern benannt, um finanzielle Unterstützung für die Madres de Plaza de Mayo zu bekommen, ohne die tatsächliche Opferzahl zu kennen. Das Negieren der Opferzahlen wird als Negacionismo klassifiziert. Der Negacionismo erhielt in Argentinien insbesondere während der Regierungszeit Macris Aufschwung. Er zielt zudem darauf ab, die Verbrechen der Militärdiktatur als Verfehlungen einzelner Militärs und nicht als Staatsterrorismus umzudeuten sowie die Menschenrechtsverletzungen als Teil eines erforderlichen Kriegs gegen linke Terroristen zu rechtfertigen. Javier Milei nominierte in seinem Präsidentschaftswahlkampf Victoria Villarruel zur Vizepräsidentin, die sich ihrerseits als Negationistin positionierte. Auch Milei selbst verbreitete während seiner Präsidentschaft wiederholt niedrigere Opferzahlen und Rechtfertigungen für das Vorgehen der Militärdiktatur.

## Nachgeschichte
Siehe: Aufarbeitung der argentinischen Militärdiktatur
In den Präsidentschaftswahlen 1983 ging Raúl Alfonsín von der Unión Cívica Radical (UCR) als Sieger hervor. Der Neuanfang war vor allem wegen der wirtschaftlichen Situation schwierig, doch Alfonsín hatte zu Beginn seiner Regierungszeit den Vorteil, fast alle Sektoren der Gesellschaft auf seiner Seite zu haben, mit Ausnahme der Militärs, die sich jedoch zunächst nicht in seine Politik einmischten.
Die Aufarbeitung der Menschenrechtsverletzungen der Militärdiktatur wurde zunächst sehr konsequent vorangetrieben. Die CONADEP wurde gegründet, eine Kommission, die sich mit der Untersuchung der Fälle der in der Militärdiktatur „verschwundenen“ Personen (desaparecidos) befasste. In der Zeit zwischen 1983 und 1984 wurden der Kommission von der Bevölkerung 8.961 Fälle von Verschwundenen gemeldet, Schätzungen sprechen allerdings von einer hohen Dunkelziffer und effektiv etwa 30.000 „Verschwundenen“. Die CONADEP gelangte zu dem Schluss, dass die Militärregierung nicht zu rechtfertigende Vergehen in der Frage der Menschenrechte begangen habe, selbst wenn man die bürgerkriegsähnlichen Zustände der Jahre 1976 und 1977 bedenkt. Ihr Bericht, der unter dem Titel „Nunca más“ („Nie wieder“) in Buchform, unter der Leitung des bekannten Schriftstellers Ernesto Sábato zum Bestseller wurde, dokumentiert den Umfang der Menschenrechtsverletzungen anhand von 709 eindeutig bewiesenen Einzelfällen.
In der Folge wurden alle Oberbefehlshaber der Militärjunten angeklagt. Der Prozess fand 1985 statt, das Urteil wurde am 9. Dezember dieses Jahres verkündet: Jorge Videla und Emilio Massera, beide Mitglieder der ersten Militärjunta, erhielten als Hauptverantwortliche für den „schmutzigen Krieg“ lebenslänglich, die Mitglieder der zweiten Junta langjährige Gefängnisstrafen. Die dritte (unter Leopoldo Galtieri) ging straffrei aus. Die vierte Junta (unter Bignone) wurde zu dem Zeitpunkt nicht angeklagt.
Nach weiteren Prozessen im Jahre 1986 sah sich die Regierung Alfonsín im selben Jahr gezwungen, als Zugeständnis an die Militärs das sogenannte Schlussstrichgesetz (Ley de Punto Final) zu erlassen. Nach diesem Gesetz durften neue Anklagen nur noch in einer Frist von 60 Tagen gestellt werden. Dies hatte eine große Welle von Anklagen und Prozessen zur Folge.
In dieser Situation kam es zum sogenannten Carapintada-Vorfall: Ein wegen Folter und Mord angeklagter Major verschanzte sich 1987 in einer Kaserne von Córdoba, unterstützt vom Oberst Aldo Rico, einem der Wortführer des rechten Armes der Militärs nach der Demokratisierung. Sie forderten eine Amnestie für alle angeklagten Militärs. Trotz zahlreicher Massendemonstrationen und Unterstützungsappellen von allen Seiten der Gesellschaft gegen diese Forderungen kam die Regierung Alfonsín den aufständischen Militärs weitgehend entgegen und erließ das sogenannte Gesetz über die Gehorsamspflicht (Ley de Obediencia Debida). Dies bedeutete eine Amnestie für die unteren Ränge der Militärs, denen zugutegehalten wurde, dass sie bei ihren Verbrechen nur Ausführende von Befehlen von höherer Ebene waren.
Die Regierung Carlos Menem, die auf die Regierung Alfonsín nach der Wirtschaftskrise von 1989 bis 1999 folgte, versuchte die Struktur des argentinischen Militärs stärker zu reformieren und schaffte als ersten Schritt hierzu 1994 die Wehrpflicht ab. Als Zugeständnis wurden dafür allerdings die verurteilten Diktatoren begnadigt. Dies zeigt, dass bis Anfang der 1990er-Jahre die Angst vor einem erneuten Militärputsch weiterhin latent war. Gleichzeitig begnadigte Menem auch viele verurteilte Militärangehörige, allerdings auch einige ehemalige Guerilla-Kämpfer.

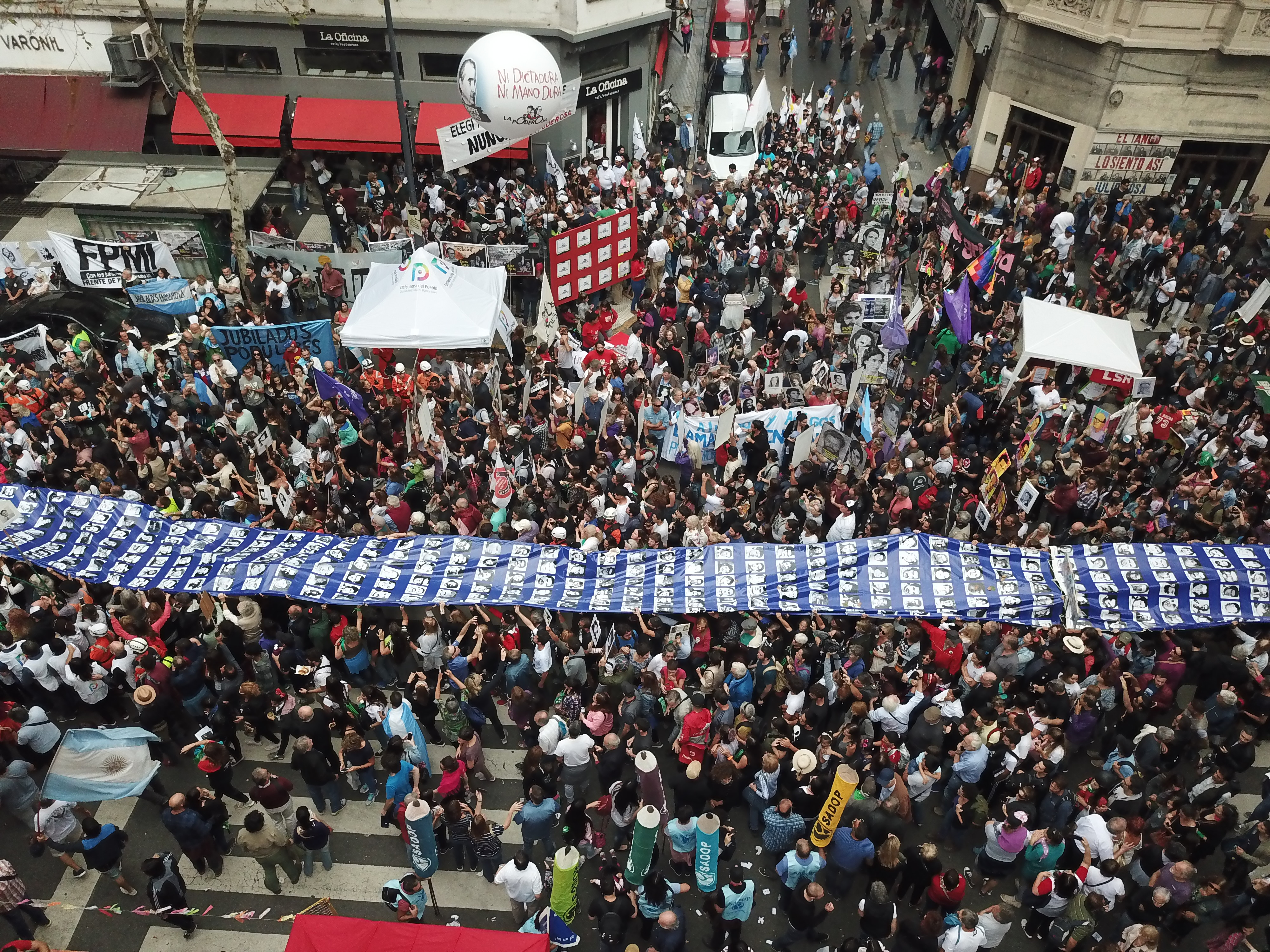
Gedenkmarsch mit Fotos von Verschwundenen zum Anlass des dreißigsten Jahrestages des Militärputsches in Argentinien, 24. März 2019

Nach dem Machtwechsel 1999, als Menem von Fernando de la Rúa abgelöst wurde, wurde immer lauter die Forderung ausgesprochen, die Amnestie rückgängig zu machen und die beiden Gesetze Punto Final und Obediencia Debida zu annullieren, um auch die bisher straffrei ausgegangenen Verantwortlichen anklagen zu können. Es dauerte, unter anderem wegen der Wirtschaftskrise zwischen 1998 und 2003, bis dieses Vorhaben 2003 unter der Regierung Néstor Kirchners in die Tat umgesetzt und 2005 vom Obersten Gerichtshof Argentiniens bestätigt wurde. Die von Menem ausgesprochenen Begnadigungen wurden aufgehoben.
Heute scheint die demokratische Einbindung der Militärs in den Staatsapparat weitgehend gelungen, was auch mit dem nach wie vor schlechten Image dieser Institution in weiten Teilen der Bevölkerung zusammenhängt, der ihren Einfluss stark beschränkt hat. Ein erneuter Putsch droht nicht, selbst in den schwersten Zeiten der Wirtschaftskrise wurde im Land trotz internationaler Bedenken und einiger Gerüchte nie ernsthaft über eine derartige Lösung spekuliert. Auch spektakuläre Eingriffe der Regierung Kirchner in den Militärapparat, wie die Absetzung der gesamten Führungsriege Anfang 2005 wegen Verwicklung in einen Drogenskandal, blieben ohne nennenswerten Widerstand.
Im Februar 2010 begann in Buenos Aires ein Prozess gegen acht ehemalige Militärs wegen Verbrechen während der argentinischen Militärdiktatur. Dabei trat die Bundesregierung Deutschlands wegen der Ermordung Elisabeth Käsemanns als Nebenkläger auf. Im Dezember 2010 wurde Videla gemeinsam mit 15 weiteren Verantwortlichen der Repression erneut zu lebenslanger Haft verurteilt.
Anfang Juli 2012 wurden Jorge Rafael Videla und Reynaldo Bignone juristisch für den während der Militärdiktatur von 1976 bis 1983 vielfach verübten Kindesraub an inhaftierten Regimegegnern zur Verantwortung gezogen, die danach meist umgebracht wurden. Das Bundesgericht in Buenos Aires verhängte Gefängnisstrafen von 50 Jahren für Videla und 15 Jahren für Bignone. Vier weitere ranghohe Offiziere wurden zu Strafen von 14 bis 40 Jahren verurteilt, zwei weitere Angeklagte dagegen freigesprochen.
In einem größeren Gerichtsverfahren wurden im Juli 2022 insgesamt 19 Militärs und Sicherheitskräfte zu Haftstrafen (vier Jahre bis lebenslänglich) verurteilt, darunter auch wegen der so genannten Todesflüge.

## Kulturelle Aufarbeitung der Diktatur

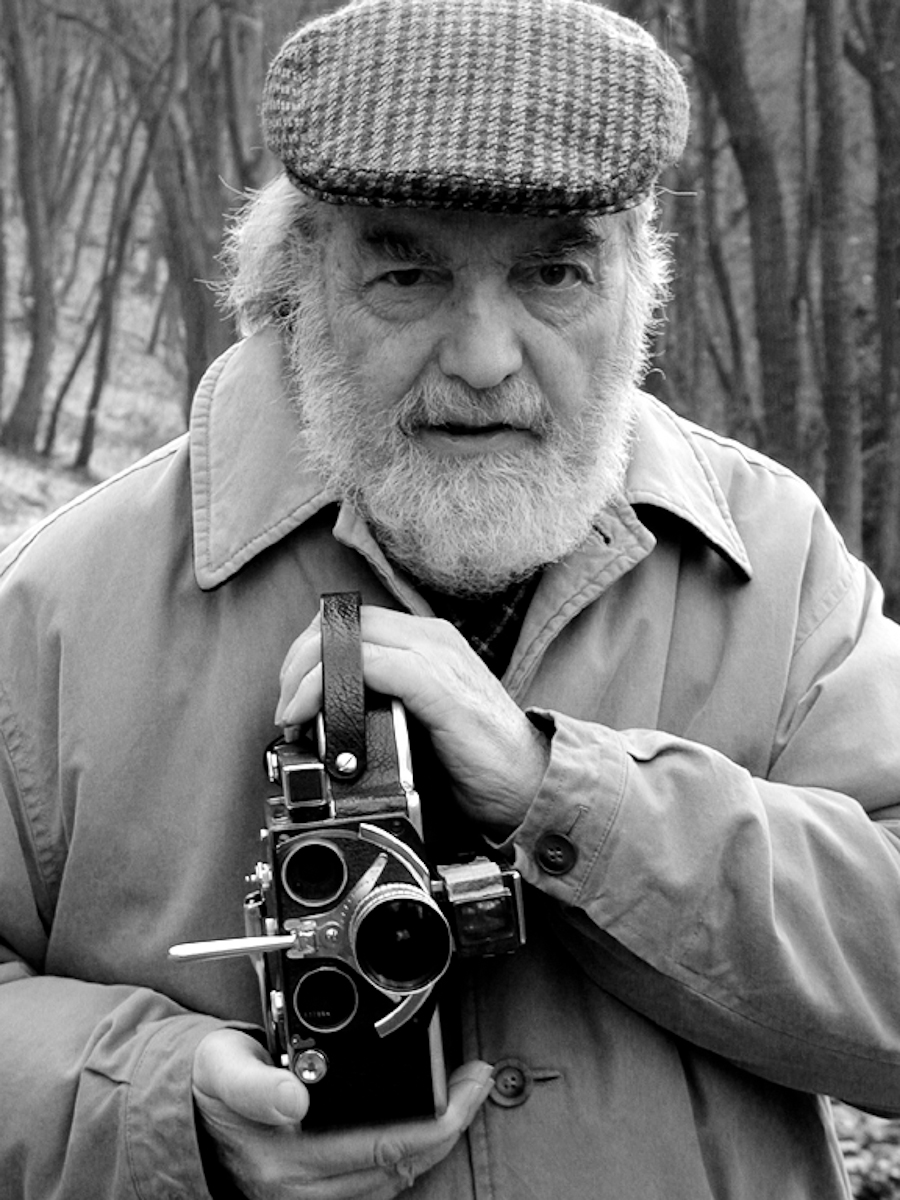
Der argentinische Schriftsteller, Drehbuchautor und Menschenrechtsaktivist Osvaldo Bayer drehte einen Dokumentarfilm über die in Argentinien ermordete Deutsche Elisabeth Käsemann.

In den ersten Jahren der Demokratie ab 1983 begann die Kulturszene Argentiniens, die Zeit des „Prozesses der Nationalen Reorganisation“ aufzubereiten. Dabei war es vor allem die Literatur, die eine führende Rolle einnahm; schon in der Zeit der Diktatur selbst hatte sie begonnen, Kritik zu üben – ob im Land selbst, wie im Fall von Rodolfo Walsh, der etwa ein Jahr nach dem Putsch von Soldaten getötet wurde, oder von außen aus dem Exil, etwa durch die Essays von Noé Jitrik. Nach der Demokratisierung erschienen zahlreiche Werke, die diese Zeit der argentinischen Geschichte thematisieren. Der Hauptteil waren Essays und politische Artikel, während erst in den 1990er-Jahren eine Welle fiktionaler Werke geschrieben wurden. Die Schriftstellerin Elsa Osorio beispielsweise beschreibt in ihrem Roman A veinte años, Luz (deutscher Titel: Mein Name ist Luz) eine junge Frau, die als Baby einer Gefangenen weggenommen wird und in einer Offiziersfamilie aufwächst und sich auf die Suche nach ihren wahren Eltern macht. Alicia Kozameh, selbst politische Gefangene der Militärdiktatur, hat in ihrem autobiographischen Roman Pasos bajo el agua (1987, deutsch: Schritte unter Wasser, Wien 1999) die Erfahrungen insbesondere der Frauen ihrer Generation in den Haftanstalten literarisch verarbeitet.
Mehr Medieninteresse als die literarischen Werke erreichten allerdings die Filme, die über die Militärdiktatur gedreht wurden (siehe dazu auch Darstellung im Artikel Desaparecidos). Dabei hielten sich Dokumentationen (wie z. B. das bekannte República Perdida 2 von Miguel Pérez, erschienen 1985) mit fiktionalen Werken etwa die Waage. Zwei der berühmtesten Filme über die Epoche sind Die Nacht der Tausend Schreie (La Noche de los Lápices) von Héctor Olivera (1986), in dem der wohl bekannteste bewiesene Fall der CONADEP, die Entführung, Folter und Ermordung einer Gruppe Jugendlicher aus La Plata in einem illegalen Konzentrationslager erzählt wird, und der Oscar-Gewinner Die offizielle Geschichte von Luis Puenzo, in dem es um eine Kindesentführung geht. Ein weiteres Werk, der 1987 von Fernando Ezequiel Solanas gedrehte Film Süden – Sur verarbeitete die argentinische Militärdiktatur, indem der Weg eines Gefangenen durch die Haft bzw. nach seiner Entlassung mit dem im Tango häufig thematisierten ‚Lebens- und Leidensweg‘ durch surrealistisch-poetische Metaphern assoziiert wurde (mit Musik von Astor Piazzolla, 1988 in Cannes mit dem Preis für „beste Regie“ ausgezeichnet). In den 1980er-, 1990er- und 2000er-Jahren griffen viele weitere Filme die Thematik aus unterschiedlichen Gesichtspunkten auf, darunter auch der 2010 mit dem Oscar prämierte Film In ihren Augen (El secreto des sus ojos). Der 2022 erschienene Film Argentinien, 1985 – Nie wieder (Regie: Santiago Mitre) befasst sich mit dem Gerichtsverfahren gegen die Juntas. Er erhielt zahlreiche Auszeichnungen und wurde für den Oscar 2023 nominiert. Als Dokumentationsfilm befasst sich der Film El Juicio (Ulises de la Orden) von 2023 mit demselben Thema.
Kriegsfilme über den Falklandkrieg, die meisten mit einem kritischen Hintergrund, erschienen schon ab 1984 (Die Kinder des Krieges, Regie Bebe Kamin).
Es gibt in einigen, insbesondere konservativen Kreisen Kritik an einigen der fiktionalen Werke. Ihnen wird vorgeworfen, die tatsächlichen Ereignisse übertrieben darzustellen. Dem wird entgegengehalten, dass es in der Zeit des „schmutzigen Krieges“ nachweisbar eine große Zahl sehr brutaler Vorfälle gab, die eine solche Darstellung rechtfertigen.